# 梁俊佳
梁俊佳（1983年10月22日—），香港補習名師，曾為遵理學校補習部的通識教育科導師。

## 背景

### 早年生活
梁俊佳為家中獨子，於1988年與母親從廣州移居九龍牛頭角下邨，父親在他六歲時因肝癌去世。他與母親再搬到香港島南區華富邨華信樓生活。梁俊佳小時候經常到瀑布灣遊玩，又會吸大紅花花蜜、咬甘草、爬山坡、煲蠟燭、玩閃咭等。在讀書方面，他畢業於鶴山同鄉會鶴山學校，後來就讀樹仁中學至2001年中五年級。梁俊佳在香港中學會考中取得17分的成績，並轉到漢華中學完成預科課程。他在2003年香港高級程度會考中獲得地理科A級成績和入讀香港浸會大學地理學系，並於2006年以一級榮譽畢業和獲得「最佳學業成績獎」（Scholastic Award）。

### 個人事業
在完成香港浸會大學地理學（人文地理）哲學碩士課程後，梁俊佳於2008年起在哈薩克斯坦駐港總領事館任職能源產業分析員，為期一年。此前，他寄過論文到外國的一級學術期刊刊登，而文章更獲美國哈佛大學選為教材。梁俊佳在2010年至2012年期間轉職香港國際問題研究所能源部統籌，又在香港經濟日報撰寫名為「中國能源」的專欄。同時，在香港浸會大學亞洲能源研究中心擔任名譽學人。又在2011年至2013年就讀曼徹斯特大學時當上教學助理。當時，梁俊佳正於大學以博士候選人身份研究人文地理學能源。而早於2008年，他已經決定開始報讀博士。然而由於未有足夠費用成行。所以於2009年起至2013年在遵理學校日校部當教師賺取生活費。此外，他獲本地學者沈旭暉邀請到香港中文大學出任全球政治經濟學碩士課程兼任講師，更於2013年成為香港浸會大學與北京理工大學的訪問學者。
發展個人事業的同時，梁俊佳於2013年至2014年完成杜倫大學地理與政治經濟學博士學位。接著再花了兩年時間到哈佛大學約翰·F·肯尼迪政府學院修讀能源地緣政治學。而在社會發展方面，梁俊佳曾在2014年1月至2015年1月到國務院發展研究中心任職兼職海外顧問。合約完結後再前往英國牛津大學 School of Interdisciplinary Area Studies 以訪問研究員身份參與能源課題的研究，直至2015年4月結束。自2013年、2014年以及2015年開始，梁俊佳分別在以下地方工作。包括在英國倫敦國王學院 European Centre for Energy and Resource Security 擔任研究員、在遵理集團擔任國際發展總監、在上市公司「標準資源控股」（現為金禧國際控股）擔任天然氣業務顧問和在香港浸會大學亞洲能源研究中心兼哈佛大學費正清中國研究中心擔任研究員。他還有在Roundtable研究所及其網絡擔任學術顧問。
梁俊佳於2015年7月回歸遵理學校任職通識科補習教師，至2022年離開。

### 助教事件
2017年9月10日，梁俊佳被同校通識科導師李永康（Hong Sir）在 Instagram 發文指責他在證據充足的情況下不承認抄襲其通識科教材。涉嫌抄襲的筆記《通識自覺》由其教學助理執筆，而梁俊佳自己負責校對及排版。由於他完全信任助教，所以沒有好好把關。以致事件發生後仍毫不知情。其涉事助教隨後於同月離職。梁俊佳也向當事人致歉。不久，他又被指在其2016至2017學年向學生派發的筆記及宣傳物品上，抄襲《信報》旗下刊物《信報通識》未經同意及授權使用的內容。《信報》於2017年9月向梁俊佳及遵理學校發律師信，要求他致歉。梁俊佳及遵理學校聯名於同年11月7日在《信報》刊登全版道歉啟事，承認有關教材抄襲《信報》旗下刊物《信報通識》的內容。
經過內部調查，遵理學校證實抄襲者為一名兼職教學助理。遵理學校指，雖然作為把關人的梁俊佳亦責無旁貸，但考慮到當時校方未有完整的反抄襲軟件，找出抄襲內容相當困難。同時，遵理學校對梁氏的責任感、學術誠信及忠誠予以肯定。

## 個人及家庭生活
梁俊佳於2013年與無綫電視節目《盛女愛作戰》的參加者黃曉盈（Mandy）拍拖。二人翌年宣佈結婚，於2015年12月30日完成婚禮儀式。另外，梁俊佳也曾於2013年參加無綫電視節目《求愛大作戰》的拍攝工作。

## 演出作品

### 綜藝節目
- 2011年3月24日：《左右紅藍綠》（香港電台電視部）
- 《頭條新聞》（香港電台電視部）
- 2013年：《求愛大作戰》（無綫電視）
- 2013年：《Money Café》（有線電視）

## 外部連結
- 梁俊佳的Facebook專頁
- 梁俊佳的Facebook專頁
- 梁俊佳的Instagram帳戶
- 梁俊佳 showhappy.net 日記（页面存档备份，存于）